# 克萊蒙斯維爾鎮區 (北卡羅萊納州福賽斯縣)
克萊蒙斯維爾鎮區（英語：Clemmonsville Township）是位於美國北卡羅萊納州福賽斯縣的一個鎮區。

## 地方資料
克萊蒙斯維爾鎮區的面積為46.88平方千米，皆為陸地。根據2020年美國人口普查的數據，當地共有人口19204人，而人口密度為每平方千米409.64人。